# Thomas Hayes
Thomas Hayes (7 de marzo de 1997) es un actor y músico noruego-británico. Es conocido por su papel de William Magnusson en la serie Skam, la cual fue televisada entre octubre de 2015 y junio de 2017.

## Filmografía

### Cine
- Fuck Fossils (2017)

### Televisión
- SKAM (2015–2017)
- Elven (serie de televisión)
- His Name Is Not William (2018)

## Música
Hayes apareció en el videoclip de 'Ignite', lanzado por K-391 y Alan Walker (junto a Julie Bergan y Seungri) el 12 de mayo de 2018.